# پرونده قتل گرین
پرونده قتل گرین (انگلیسی: The Greene Murder Case) فیلمی در ژانر معمایی به کارگردانی فرانک ترتل محصول سال ۱۹۲۹ کشور ایالات متحده آمریکا است.

## بازیگران
- ویلیام پاول - Philo Vance
- فلورنس الدریج - Sibella Greene
- اولریش هاوپت - Dr. Arthur Von Blon
- جین آرتور - Ada Greene
- یوجین پلت - Sgt. Ernest Heath
- ئی.اچ. کالورت - District Attorney John F. x. Markham
- Gertrude Norman - Mrs. Tobias Greene
- Lowell Drew - Chester Greene
- مورگان فارلی - Rex Greene
- براندون هورست - Sproot
- Augusta Burmeister - Mrs. Gertrude Mannheim
- مارسیا هریس - Hemming